# 富山連隊区

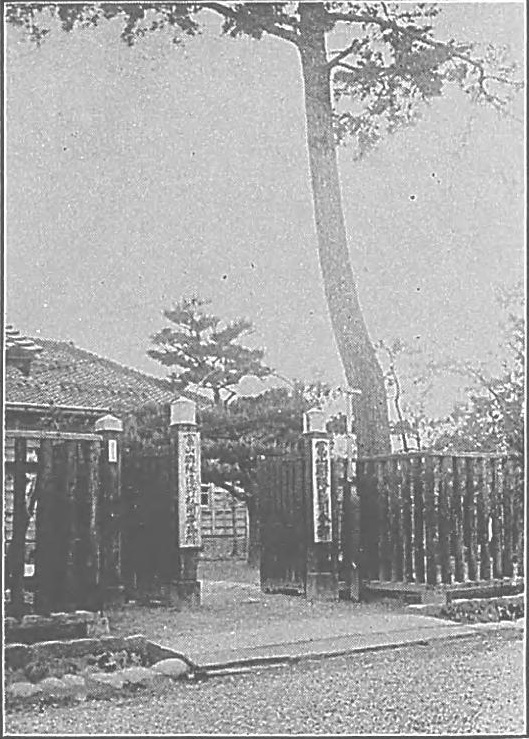
富山連隊区司令部（富山県富山市）

富山連隊区（とやまれんたいく）は、大日本帝国陸軍の連隊区の一つ。前身は富山大隊区である。富山県の一部または同県全域、岐阜県の一部を管轄し徴兵・召集等兵事事務を取り扱った。実務は富山市に設置された連隊区司令部が執行した。1945年（昭和20年）、同域に富山地区司令部が設けられ、地域防衛体制を担任した。

## 沿革
1888年（明治21年）5月14日、大隊区司令部条例（明治21年勅令第29号）によって富山大隊区が設けられ、陸軍管区表（明治21年勅令第32号）により、次のとおり富山県全域と岐阜県の一部が管轄区域に定められた。第3師管第6旅管に属した。
- 富山県

全県
- 岐阜県

大野郡・益田郡・吉城郡
1896年（明治29年）4月1日、富山大隊区は連隊区司令部条例（明治29年勅令第56号）によって連隊区に改組され、旅管が廃止となり第9師管に属した。
1898年（明治31年）4月1日、管轄区域の岐阜県地域を岐阜連隊区へ移管した。1903年（明治36年）2月14日、改正された「陸軍管区表」（明治36年勅令第13号）が公布となり、再び旅管が採用され連隊区は第9師管第6旅管に属した。
日本陸軍の内地19個師団体制に対応するため陸軍管区表が改正（明治40年9月17日軍令陸第3号）となり、1907年（明治40年）10月1日、高岡連隊区などが創設された。第9師管第31旅管に属し、管轄区域が次のとおり変更された。富山県高岡市・氷見郡・射水郡・東礪波郡・西礪波郡を高岡連隊区へ移管し、以前管轄していた岐阜県区域を岐阜連隊区から編入した。
- 富山県

富山市・下新川郡・中新川郡・上新川郡・婦負郡
- 岐阜県

吉城郡・益田郡・大野郡
1925年（大正14年）4月6日、日本陸軍の第三次軍備整理に伴い陸軍管区表が改正（大正14年軍令陸第2号）され、同年5月1日、旅管は廃され引き続き第9師管の所属となった。高岡連隊区が廃止され、その旧管轄区域から高岡市・氷見郡・射水郡・東礪波郡・西礪波郡を編入し、再び富山県全域を管轄とした。
1937年（昭和12年）7月19日、管轄区域に岐阜県高山市を加えた。この時点での管轄区域は次のとおり。
- 富山県

全県
- 岐阜県

高山市・吉城郡・益田郡・大野郡
1940年（昭和15年）8月1日、富山連隊区は東部軍管区金沢師管に属することとなった。1941年（昭和16年）4月1日、岐阜県区域を岐阜連隊区へ移管し、富山県全域のみの管轄となった。その後、廃止されるまで変更はなかった。
1945年2月11日、金沢師管は東海軍管区に所属が変更された。同年には作戦と軍政の分離が進められ、軍管区・師管区に司令部が設けられたのに伴い、同年3月24日、連隊区の同域に地区司令部が設けられた。地区司令部の司令官以下要員は連隊区司令部人員の兼任である。同年4月1日、金沢師管は金沢師管区と改称された。

## 司令官
| 代         | 氏名       | 階級       | 在任期間               | 出身校・期 | 前職                                                     | 後職             | 備考 |
| 富山大隊区 | 富山大隊区 | 富山大隊区 | 富山大隊区             | 富山大隊区 | 富山大隊区                                               | 富山大隊区       |      |
| ---------- | ---------- | ---------- | ---------------------- | ---------- | -------------------------------------------------------- | ---------------- | ---- |
| 0心得      | 石川昌彦   | 歩兵大尉   | 1888.5.14 - 1891.7.27  | 山口県     | 金沢営所後備軍司令部 富山県駐在官                        | 退役             |      |
| 01         | 木村寛良   | 歩兵少佐   | 1891.7.27 - 1892.11.2  | 加賀藩     | 金沢大隊区司令官                                         | 予備役           |      |
| 02         | 久芳光直   | 歩兵少佐   | 1892.11.2 - 1895.9.28  | 山口県     | 歩兵第7連隊第1大隊長                                     | 岐阜大隊区司令官 |      |
| 03         | 湯川春尚   | 歩兵少佐   | 1985.9.28 - 1896.4.1   | 愛知県     | 静岡大隊区司令官                                         | 富山連隊区司令官 |      |
| 富山連隊区 |            |            |                        |            |                                                          |                  |      |
| 01         | 湯川春尚   | 歩兵少佐   | 1896.4.1 - 1899.8.24   | 愛知県     | 富山大隊区司令官                                         | 休職             |      |
| 02         | 鈴木常武   | 歩兵少佐   | 1899.8.24 - 1902.2.1   | 加賀藩     | 歩兵第7連隊第3大隊長                                     | 後備役           |      |
| 03         | 長直美     | 歩兵少佐   | 1902.2.1 - 1903.9.16   | 山形県     | 歩兵第7連隊第1大隊長                                     | 後備役           |      |
| 04         | 高木彜次郎 | 歩兵少佐   | 1903.9.16 - 1905.1.26  | 水戸藩     | 歩兵第35連隊大隊長                                       | 後備役           |      |
| 05         | 小野政治   | 歩兵少佐   | 1905.1.26 - 1908.12.21 | 陸士旧9期  | 陸軍省法務局録事                                         | 高知連隊区司令官 |      |
| 06         | 鹽澤義夫   | 歩兵少佐   | 1908.12.21 - 1910.6.18 | 陸士3期    | 歩兵第7連隊大隊長                                        | 韓国駐剳憲兵隊   |      |
| 07         | 吉井直太郎 | 歩兵少佐   | 1910.6.21 - 1914.8.10  | 陸士旧11期 | 歩兵第69連隊附                                           | 待命             |      |
| 08         | 澤木貞雄   | 歩兵中佐   | 1914.8.10 - 1916.11.15 | 陸士3期    | 歩兵第41連隊附                                           | 待命             |      |
| 09         | 岩永徳太郎 | 歩兵中佐   | 1916.11.15 - 1918.7.24 | 陸士5期    | 歩兵第20連隊附                                           | 待命             |      |
| 010        | 深水武平次 | 歩兵大佐   | 1918.7.24 - 1919.7.25  | 陸士8期    | 第7師団参謀                                              | 歩兵第2連隊長    |      |
| 011        | 梶原景憲   | 歩兵大佐   | 1919.7.25 - 1923.3.17  | 陸士7期    | 歩兵第3連隊附                                            | 待命             |      |
| 012        | 松本三太郎 | 歩兵大佐   | 1923.3.17 - 1924.2.5   | 陸士10期   | 第9師団副官                                              | 歩兵第63連隊長   |      |
| 013        | 吉永吉次   | 歩兵中佐   | 1924.2.5 - 1926.3.2    | 陸士14期   | 歩兵第69連隊附                                           | 歩兵第35連隊長   |      |
| 014        | 高山輝義   | 歩兵大佐   | 1926.3.2 - 1928.8.10   | 陸士12期   | 仙台連隊区司令部                                         | 歩兵第79連隊長   |      |
| 015        | 荒川眞郷   | 歩兵大佐   | 1928.8.10 - 1931.8.1   | 陸士15期   | 第6師団副官                                              | 歩兵第21連隊長   |      |
| 016        | 伊藤精司   | 歩兵大佐   | 1932.8.1 - 1933.8.1    | 陸士17期   |                                                          | 歩兵第45連隊長   |      |
| 017        | 田部章一   | 歩兵大佐   | 1933.8.1 - 1935.8.1    | 陸士16期   | 第5師団司令部附 (広島文理科大学 兼 広島高等師範学校服務) | 待命             |      |
| 018        | 小川喜一   | 歩兵大佐   | 1935.8.1 - 1937.11.1   | 陸士19期   | 第1師団司令部附 (國學院大學服務)                         |                  |      |
| 019        | 毛利喬     | 歩兵大佐   | 1937.11.1 - 1939.1.30  | 陸士22期   | 第3師団司令部附                                          | 歩兵第137連隊長  |      |
| 020        | 宮崎三郎   | 歩兵大佐   | 1939.1.31 -            | 陸士23期   |                                                          |                  |      |
| 021        | 竹田鼎三   | 大佐       | 1942頃 - 1944.6.21     | 陸士25期   |                                                          | 歩兵第78旅団長   |      |
| 022        | 喜多勇吉   | 歩兵大佐   | 1944.6.21 -            | 陸士26期   | 歩兵第69連隊補充隊長                                     |                  |      |
| 023        | 森田範正   | 予備役少将 | 1945.3.31 -            | 陸士24期   |                                                          |                  |      |